# Freinsheim
Freinsheim (palat. Fränsem) – miasto w Niemczech, w kraju związkowym Nadrenia-Palatynat, w powiecie Landkreis Bad Dürkheim, siedziba gminy związkowej Freinsheim. W 2009 liczyło 4994 mieszkańców.

## Współpraca
Miejscowości partnerskie:
- Buttstädt, Turyngia
- Marcigny, Francja

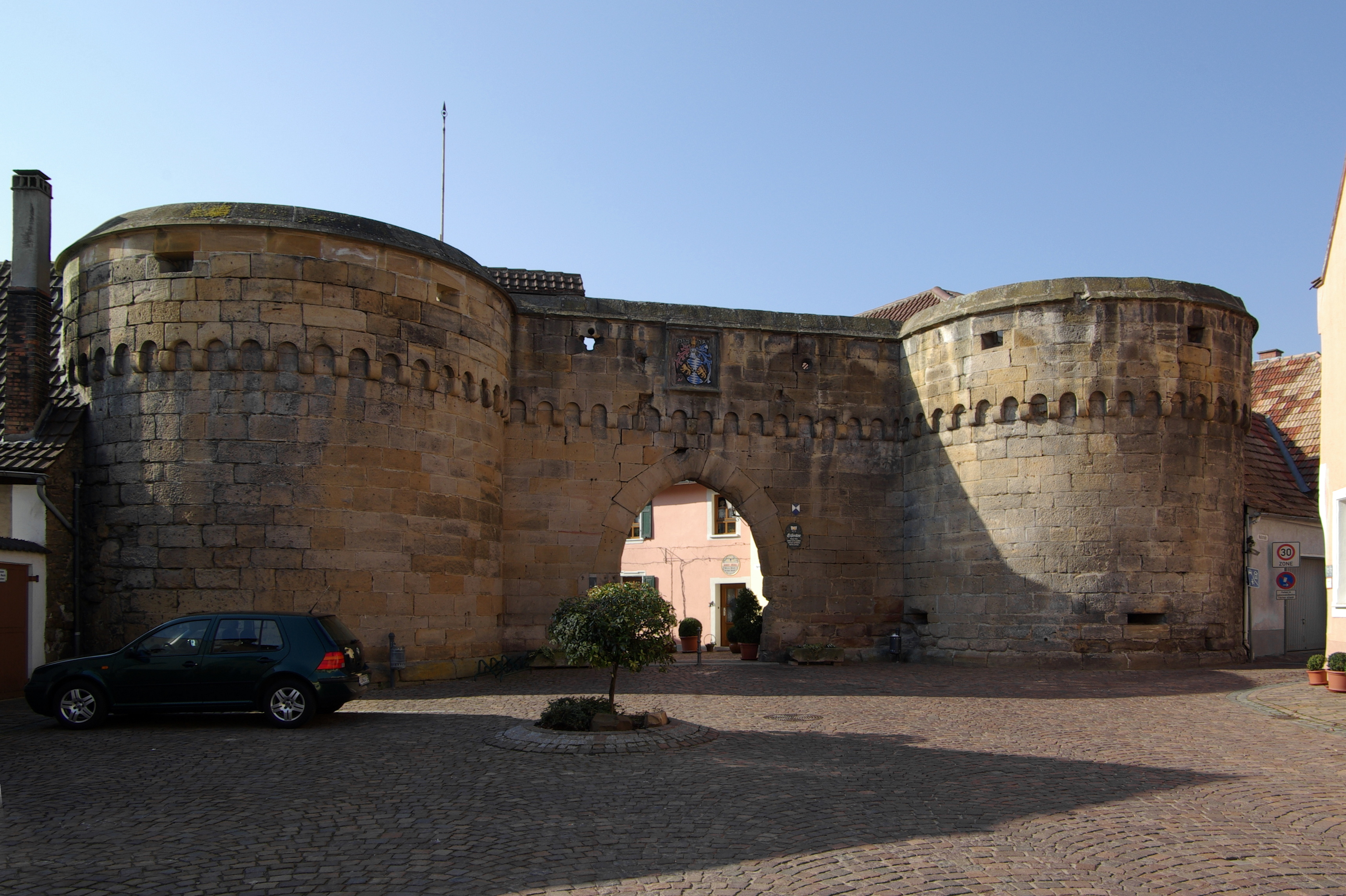
Brama Eisentor
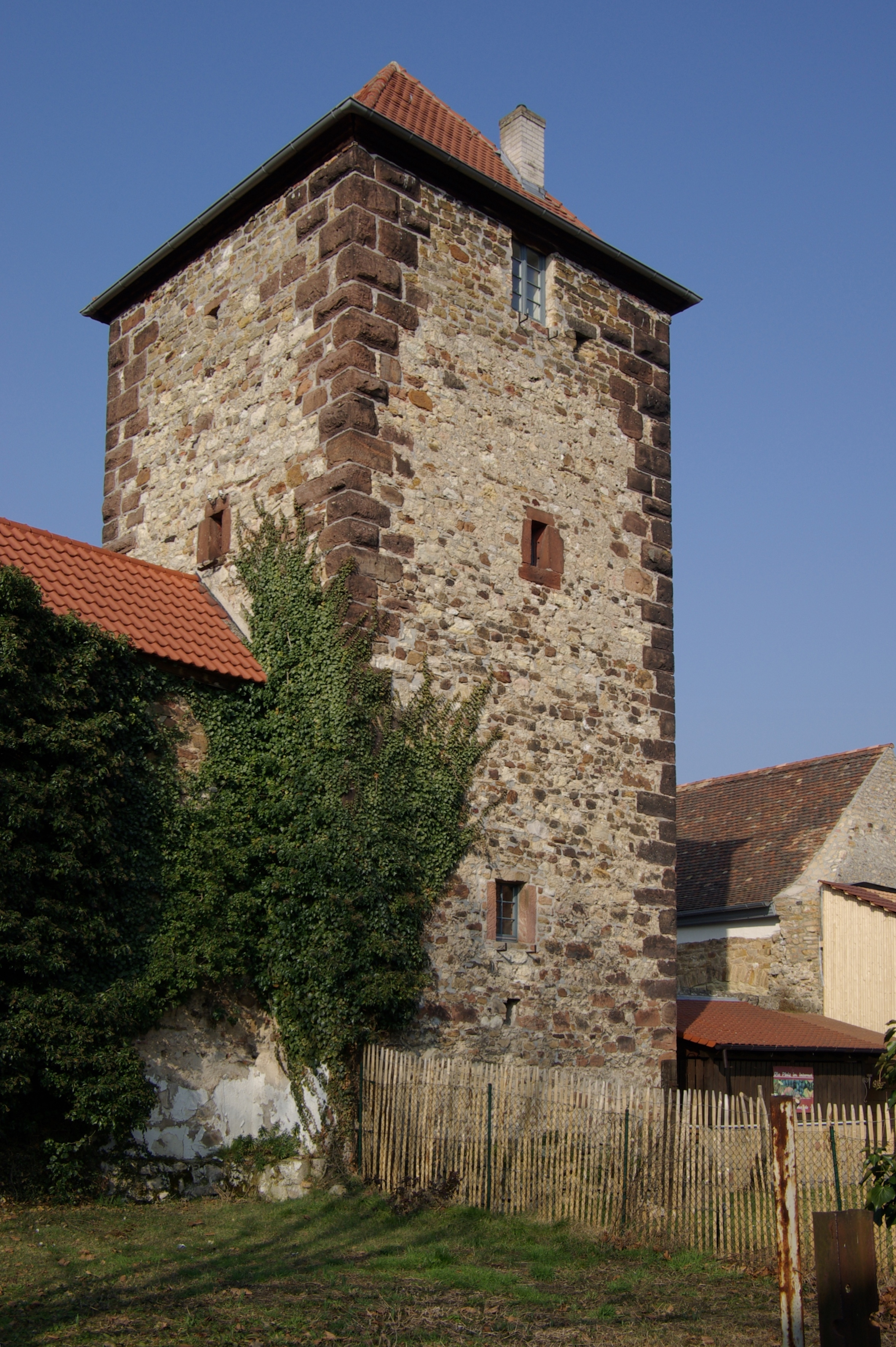
Wieża Herzogturm